# E. T. C. Werner
Edward Theodore Chalmers Werner (Dunedin, Új-Zéland, 1864. november 12. – 1954. február 7.) brit sinológus.

## Élete
Werner 1880-ban érkezett Pekingbe, ahol a brit követségen diáktolmácsként dolgozott. 1914-ig maradt Kínában, és különböző állomáshelyeken konzuli szolgálatot végzett.
A diplomácia szolgálattól visszavonulva Pekingben telepedett le, és a sinológiai kutatásainak szentelte magát. Tanított a Pekingi Egyetemen, és a Royal Asiatic Society is tagjai közé választotta.
Werner lányát, Pamelát 1937 januárjában meggyilkolták, a gyilkos kilétére soha nem derült fény. 2011-ben az angol író, Paul French könyvében, a Midnight in Pekingben a rejtélyes gyilkosság egy lehetséges megoldását kínálja.

## Főbb művei
- China of the Chinese, 1919
- Myths & Legends of China, 1922
- Dictionary of Chinese Mythology, 1932
- Weapons of China, 1932